# アンブラン
アンブラン （フランス語:Embrun、オック語:Ambrun）は、フランス、プロヴァンス＝アルプ＝コート・ダジュール地域圏、オート＝アルプ県のコミューン。

## 地理

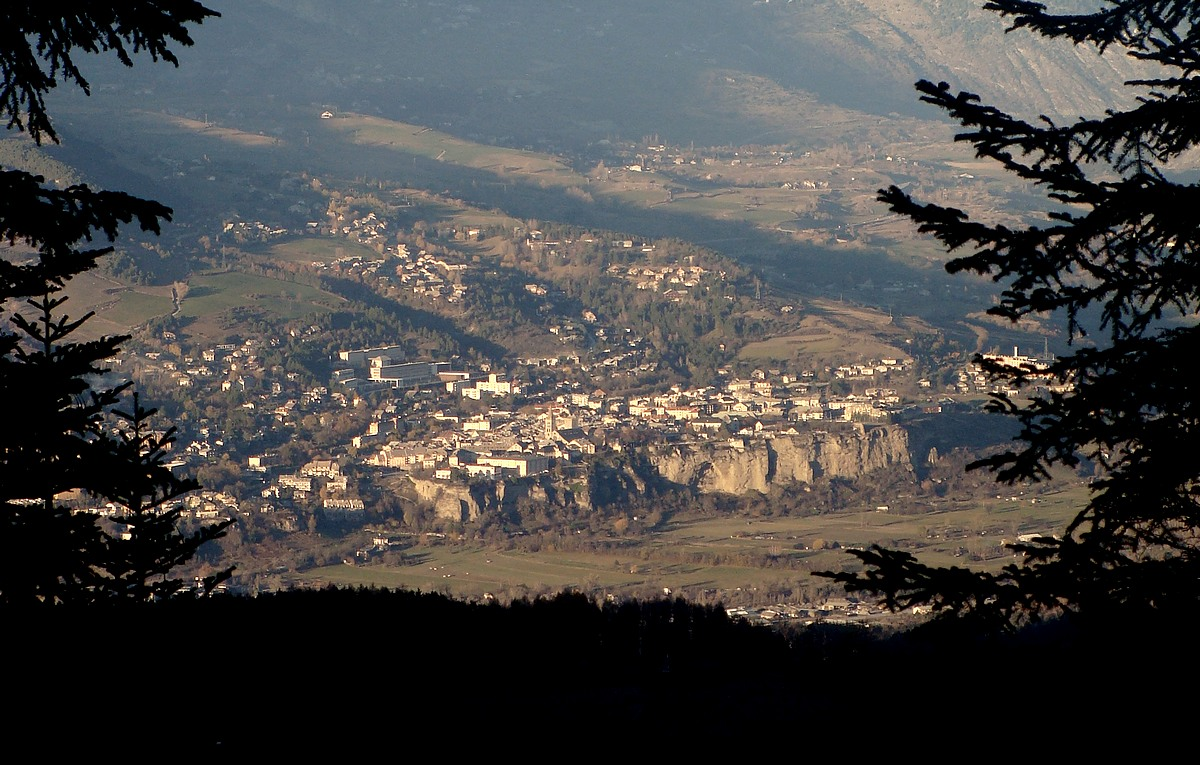
まちなみ

デュランス川を見下ろす岩の上をアンブラン旧市街は基礎としていることから、その名はケルト語のebr（水）、dun（要塞または丘）に由来している。
一方、デュランス川の渓谷が形成した地質学上の移行帯に位置し、標高870mほどのアンブランはまちの両側が標高3000m以上の山並みに囲まれている。アンブランはアルプス地方の中で最も日照時間が長く乾燥した気候である。これが『アルプスのニース』（Nice des Alpes）と呼ばれるゆえんである。山々に囲まれたアンブランには手付かずの自然が残っている。コミューンはエクラン国立公園や、ウィンター・スポーツの中心地の周辺地域に含まれている。

## 歴史
アンブランは、アルプス地方にいたケルト人のカトゥリゲス族（fr）の中心地だった。カトゥリゲスとは『戦いの王たち』を意味する名称で、ローヌ川東岸にいたガリア人ウォコンティイ族とつながりがあった。
ローマによるアルプス征服後、オッピドゥムであるガロ＝ローマのまちエブロドゥヌム（Eburodunum）が、コッティア街道が経由する位置にできた。エブロドゥヌムは総司教座とカテドラルが置かれており、ローマ属州アルペス・マリティマエに属するエブロドゥネシウム（Ebrodunensium）という名のキウィタス（civitas）の中心地だった。
4世紀、この地にアンブランの聖マルケリヌス（北アフリカ出身のベルベル人）によって司教座がつくられ、ディオクレティアヌス帝時代にアンブランがアルペス・マリティマエの首都となったとき大司教座に昇格した。
古くは、アンブランの大司教公がまち唯一の支配者だった。1160年にプロヴァンス伯が、1210年と1247年にドーファンが、アンブラン伯領を継承した。
ブルジョワの支配的なコミューンで、税問題では平等主義の慣習が生きていた（税の前では第三身分も貴族も平等であった）。砦は、アンブラン伯の代官であり、住民の自由を承認した、古くの聖職者たちの支援で建てられたものである。テンプル騎士団はアンブランに館を所有し、コマンドリーに属する学校を持っていた。
アンブランがフランスに併合されたのは1589年である。まちは1692年8月6日、サヴォイア公ヴィットーリオ・アメデーオ2世軍に包囲され略奪された。
1872年、アンブランのシタデルはその役目を終えた。司教都市の最高部を覆っていた城壁は、1882年に鉄道が敷かれた際に取り除かれた。

## 史跡
- ノートルダム・ダンブラン教会 - ロマネスク様式とゴシック様式の混合。ドーフィネ・アルプス地方の最も美しい教会建築の1つ。
- ブリュヌ塔、ダンジョン、中世に築かれた城壁跡
- コルドリエ会修道院 - 現在はコミューンの観光事務所が入っている。礼拝堂は15世紀から16世紀のフレスコ画で装飾されている

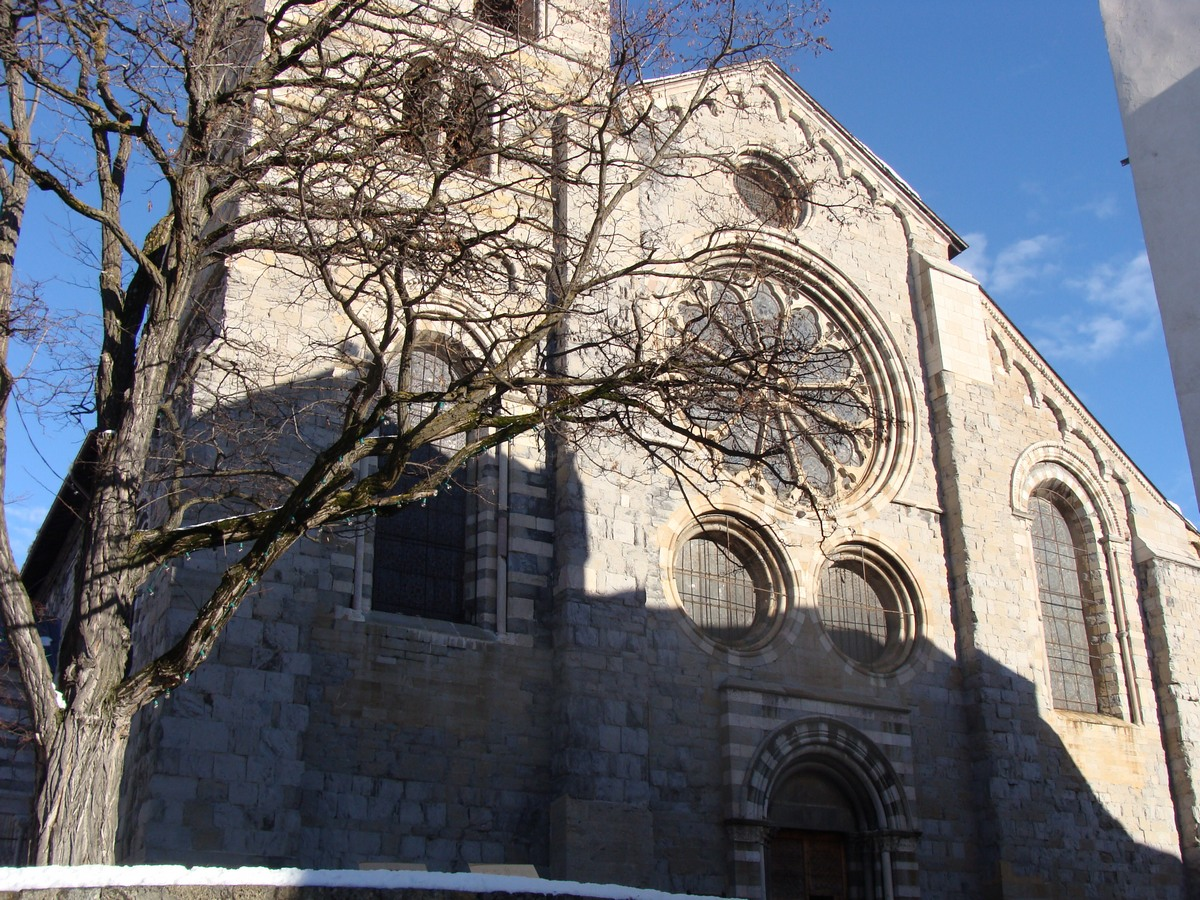
ノートルダム・ダンブラン教会のファサード
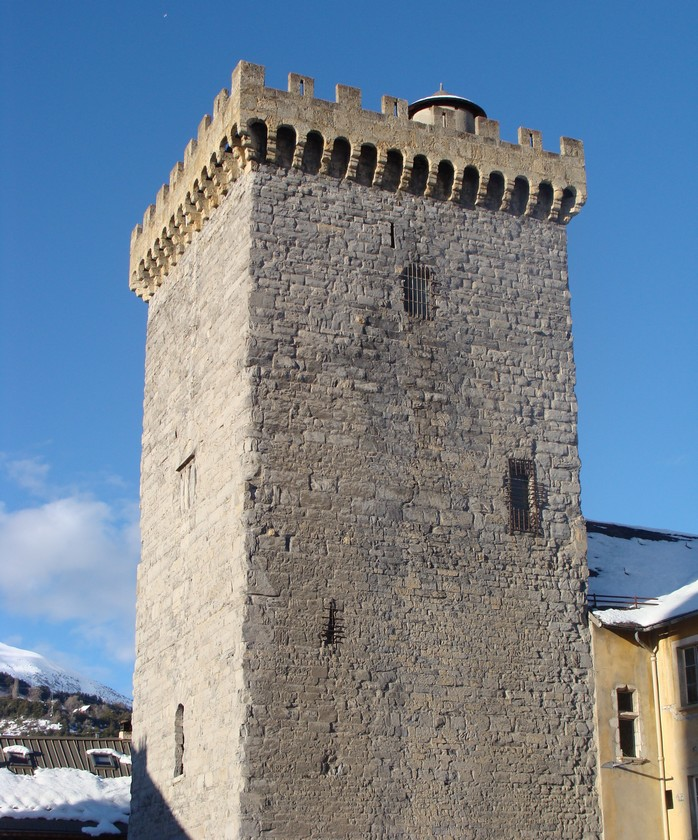
ブリュヌ塔

## 交通
ギャップからブリアンソンへ向かう途中にあるアンブランは、オート＝アルプ県の南から北へ向かう通過地点である。
- 道路 - 国道94号線
- 鉄道 - TERマルセイユ＝ブリアンソン、グルノーブル＝ブリアンソン路線

## 気候
アンブランは年間平均101日凍結する。そして年間85日ほどが降水量1mmである。1985年1月9日、観測史上最低気温－19.1℃を観測した。1983年7月27日と2003年8月13日の2度、観測史上最高気温36℃を観測した。アンブランの年間日照時間は2484時間で、フランス有数の晴れの多いコミューンである。
| アンブランの気候       | アンブランの気候 | アンブランの気候 | アンブランの気候 | アンブランの気候 | アンブランの気候 | アンブランの気候 | アンブランの気候 | アンブランの気候 | アンブランの気候 | アンブランの気候 | アンブランの気候 | アンブランの気候 | アンブランの気候 |
| 月                     | 1月              | 2月              | 3月              | 4月              | 5月              | 6月              | 7月              | 8月              | 9月              | 10月             | 11月             | 12月             | 年               |
| ---------------------- | ---------------- | ---------------- | ---------------- | ---------------- | ---------------- | ---------------- | ---------------- | ---------------- | ---------------- | ---------------- | ---------------- | ---------------- | ---------------- |
| 平均最高気温 °C （°F） | 6.6 (43.9)       | 8.3 (46.9)       | 11.9 (53.4)      | 14.4 (57.9)      | 19.1 (66.4)      | 22.6 (72.7)      | 26.4 (79.5)      | 26.3 (79.3)      | 22.0 (71.6)      | 16.5 (61.7)      | 10.5 (50.9)      | 7.3 (45.1)       | 16.0 (60.8)      |
| 日平均気温 °C （°F）   | 2.0 (35.6)       | 3.1 (37.6)       | 6.1 (43)         | 8.7 (47.7)       | 13.1 (55.6)      | 16.3 (61.3)      | 19.5 (67.1)      | 19.4 (66.9)      | 15.7 (60.3)      | 11.0 (51.8)      | 5.6 (42.1)       | 2.9 (37.2)       | 10.3 (50.5)      |
| 平均最低気温 °C （°F） | −2.7 (27.1)      | −2.1 (28.2)      | 0.3 (32.5)       | 2.9 (37.2)       | 7.1 (44.8)       | 9.9 (49.8)       | 12.6 (54.7)      | 12.6 (54.7)      | 9.5 (49.1)       | 5.6 (42.1)       | 0.8 (33.4)       | −1.5 (29.3)      | 4.6 (40.3)       |
| 降水量 cm （inch）     | 56 (22)          | 51 (20.1)        | 46 (18.1)        | 61 (24)          | 65 (25.6)        | 70 (27.6)        | 52 (20.5)        | 56 (22)          | 69 (27.2)        | 90 (35.4)        | 69 (27.2)        | 65 (25.6)        | 750 (295.3)      |
| 出典：meteorapide.htm  |                  |                  |                  |                  |                  |                  |                  |                  |                  |                  |                  |                  |                  |

## 姉妹都市
- ツェル・イン・ヴィーゼンタール、ドイツ
- アンブラン、カナダ
- ボルゴフランコ・ディヴレーア、イタリア
- サムイ島、タイ王国